# Cladocora
Cladocora is een geslacht van koralen uit de familie Caryophylliidae.

## Soorten
- Cladocora arbuscula Lesueur, 1821
- Cladocora caespitosa (Linnaeus, 1767)
- Cladocora debilis Milne Edwards & Haime, 1849
- Cladocora pacifica Cairns, 1991